# شیرخوارگاه
شیرخوارگاه به مکانی اطلاق می‌شود که به نگهداری و مراقبت از نوزادان و شیرخواران اختصاص دارد، این مراکز معمولاً برای کودکانی که به دلایل مختلف نمی‌توانند در کنار خانواده خود باشند، ایجاد شده‌اند و هدف آن‌ها فراهم کردن محیطی امن و حمایتی برای رشد و توسعه نوزادان است، در شیرخوارگاه‌ها پرستاران و متخصصان بهداشتی به مراقبت از این کودکان می‌پردازند و تلاش می‌کنند تا نیازهای عاطفی و جسمی آن‌ها را برآورده کنند.

## مشکلات شیرخوارگاه‌های ایران
شیرخوارگاه‌های ایرانی با چندین چالش و مشکل مواجه هستند. برخی از این مشکلات شامل کمبود منابع مالی، کمبود نیروی انسانی متخصص، و شرایط نامناسب نگهداری از کودکان می‌باشد. همچنین، عدم توجه کافی به نیازهای عاطفی و روانی کودکان نیز یکی دیگر از مسائل مهم است. این مشکلات می‌توانند بر کیفیت خدمات ارائه شده به کودکان تأثیر بگذارند و نیاز به توجه و حمایت بیشتری دارند.